# Tarantè
Tarantè è il settimo album di studio del complesso musicale italiano degli Alunni del Sole, pubblicato nel 1979.

## Tracce
1. Bell'America
2. Innamorarsi
3. Tutto come un anno fa
4. Tarantè
5. Giocattolo
6. Carmè
7. Biancaneve non torna
8. Canzone 'int' 'o suonno
9. Una foglia bruciata